# Перекопська фортеця

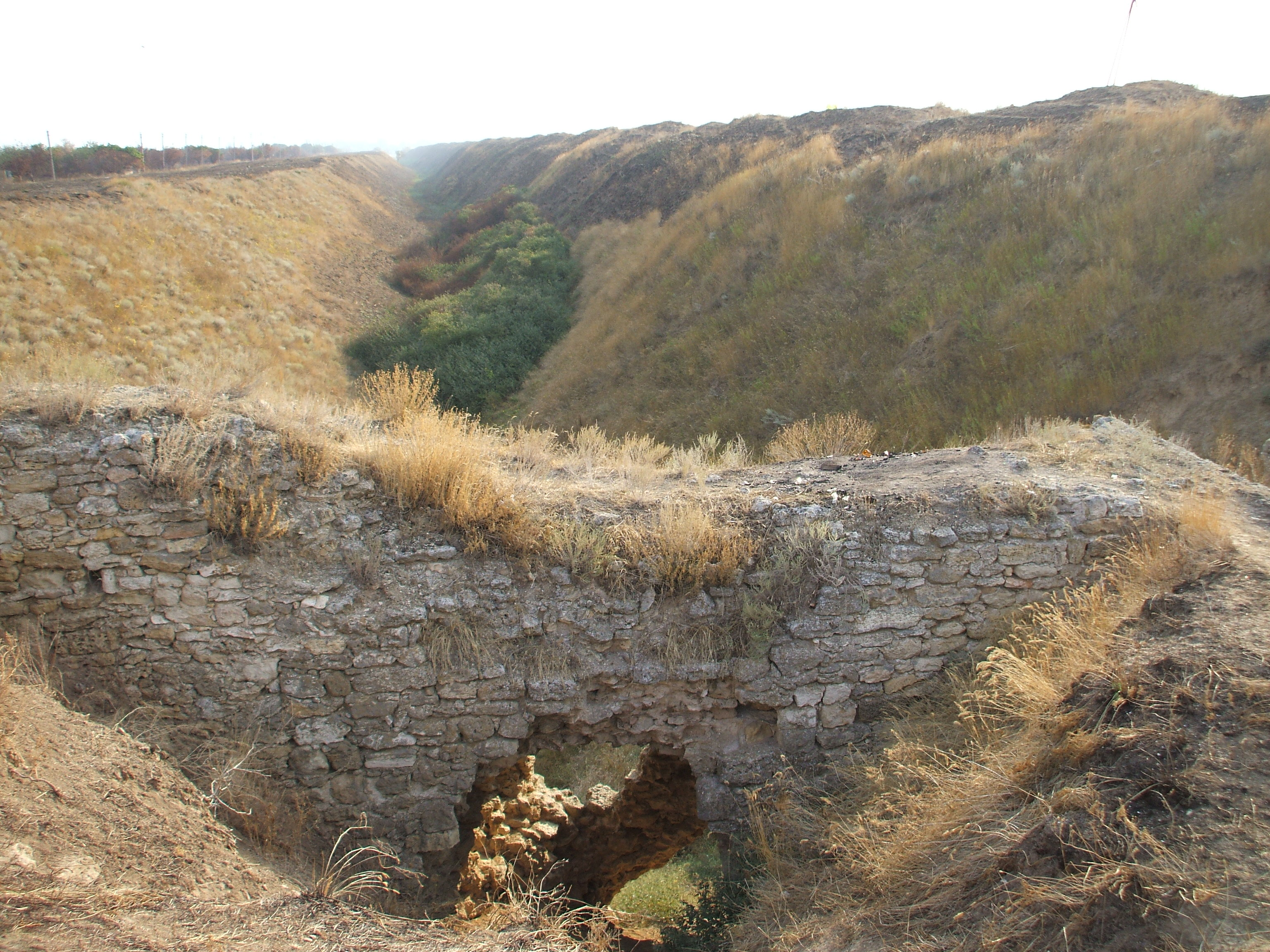
Залишки рову Перекопу

Зображення фортеці ввійшло в герб міста Армянськ

Переко́п або Ор-Капу́ (крим. Or Qapu), Фєрх Кєрмє́н (крим. Ferah Kermen) — фортеця Криму. Як випливає з назви, фортеця була споруджена на перекопаному місці — на Перекопському валу. Слово «Or» кримськотатарською мовою теж означає «рів».
У минулому Перекоп — важлива кримська та османська фортеця, яка закривала єдиний сухопутний прохід у Крим через Перекопський перешийок. Сьогодні на місці Перекопської фортеці і прилеглого до нього міста Перекоп розташовано село Перекоп, підпорядковане Армянський міській раді Автономної Республіки Крим. Разом із фортецями Арабат та Єні-Кале Перекопська фортеця творила оборонну лінію, що захищала Крим від нападів із півночі та сходу.

## Історія

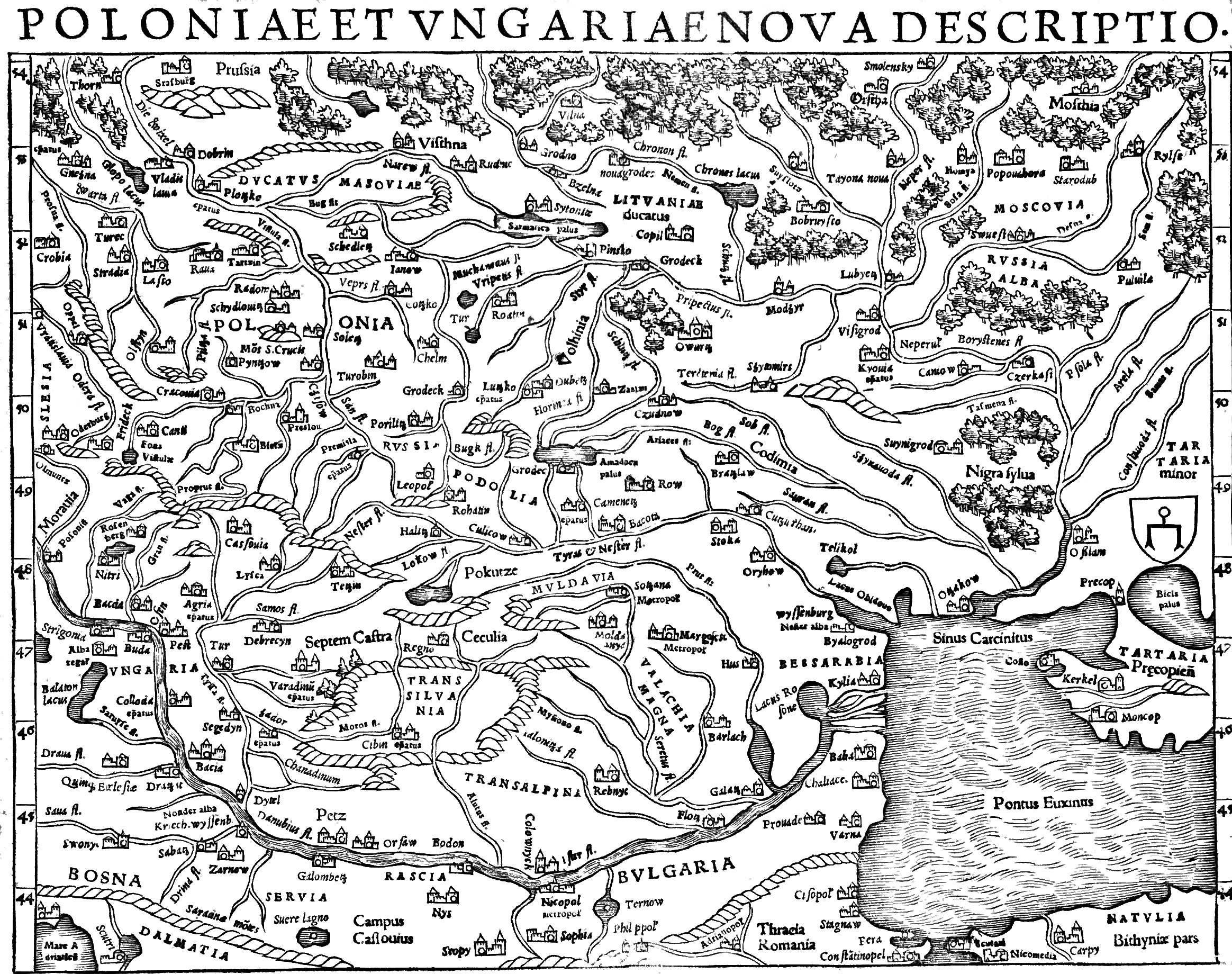
Перекопський замок на мапі 1554 р.

У середині XV століття було утворено Кримське ханство. В часи правління хана Менґлі I Ґерая в Криму та на прилягаючих територіях розгорнулося будівництво нових та зміцнення старих оборонних споруд.
Ці масштабні роботи торкнулися і забутого Перекопського валу. Тут вони проводилися протягом всього існування Кримського ханства до XVIII століття. Результатом стало зведення фортеці Ор-Капу (Перекопу) в 1509 році та лінії укріплень довжиною вісім кілометрів від Каркінітської затоки до Сиваша (за деякими відомостями, пізніше її продовжили через Сиваш та півострів Литовський). У роботах брали участь майстри скорених турками Кафи і Мангупа, яких надіслав султан Баязид II.
У 1500—1501 рр. хан Великої Орди Ших-Ахмет двічі намагався вторгнутися у Крим через Перекопський перешийок, але не зміг цього зробити. В європейських джерелах фортеця Перекоп згадується в книзі «Опис України» французького військового інженера і відомого картографа Гійома Левассера де Боплана, яка була надрукована в Руані, у друкарні Жака Кайуе 1651 р. Великий опис фортеці Ор дав Евлія Челебі в своїй «Книзі подорожей». Голландський державний діяч Ніколаас Вітсен, що видав в 1692 році в Амстердамі свою книгу «Північна та Східна Татарія», помістив зображення міста-фортеці Перекопа, де чітко видно структурний план, багато будов міста, його оточення.
Неодноразово Перекоп брали запорозькі козаки, штурмом у 1736 та в 1738 роках Ор-Капу брали та залишали російські війська і українські козаки, проте лише в липні 1771 року вони остаточно оволоділи фортецею, після чого вона була зруйнована.

## Опис фортеці

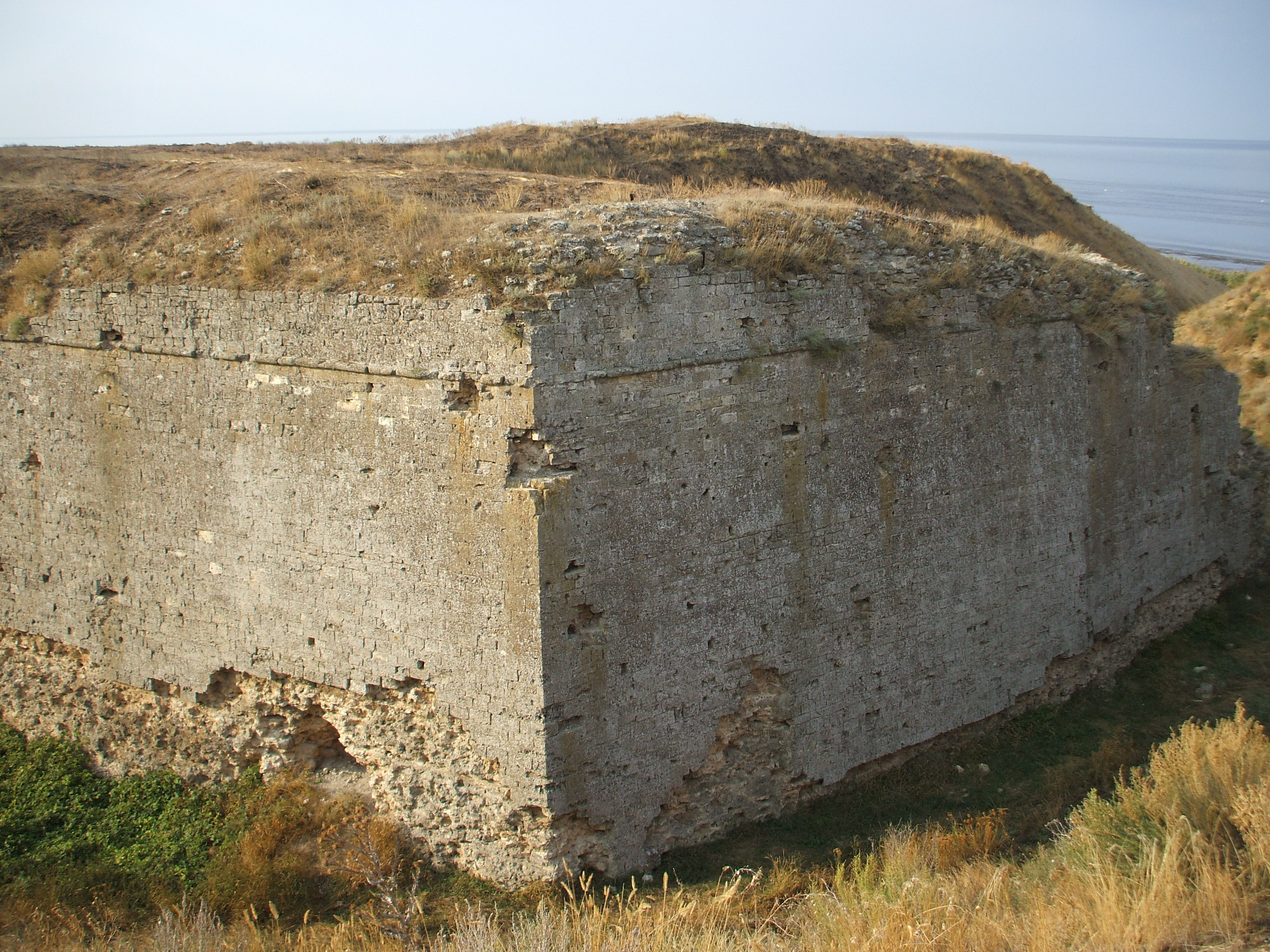
Ферх-Кермен — укріплення на заході Перекопського валу.

Перекопська фортеця, по суті, була лише частиною Перекопського валу — укріплення, що простягнулося від Каркінітської затоки до Сивашу. Довжина валу становила приблизно 8 кілометрів. Фортеця мала п'ятикутну форму із земляними стінами, обкладеними міцним камінням, і чотирикутними баштами. З північної сторони знаходилися лише одні ворота з підйомним мостом, з південної (кримської) — декілька. Згідно з Вітсеном, Перекоп фактично складався з Середнього міста, Головного міста і Слободи (внутрішня цитадель, зовнішня фортеця і передмістя). В 1663 році запорізькі козаки на чолі з Іваном Сірком теж захоплювали в Перекопі «велике місто» і «мале місто».
Артилерія налічувала понад 100 гармат. Біля фортеці було передмістя, оточене ровом.

## Військове значення
Всередині у фортеці Ор-Капу, крім кримськотатарських солдатів, постійно знаходився турецький гарнізон, що складався з яничарів. Під час бойових дій у цьому районі фортеця ставала резиденцією кримського хана, а з Кафи прибував турецький калга-султан. Перед походами на північ тут збиралися і перерозподілялися кримськотатарські війська. Комендант Ор-Капу — ор-бей, що повинний був бути представником роду Гераїв, займав четверту ступінь в ієрархії постів Кримського ханства після калга-султана (спадкоємця хана), нуреддин-султана (другого спадкоємця) і султанів (принців з роду Гераїв). І тільки після нього розташовувалися візир, глава духівництва, міністри та беї.

### Взяття Перекопу 1575 року
Козацькі війська Богдана Ружинського прийшли до Перекопської лінії без перешкод. Вночі Гетьман переправив частину кінноти через о. Сиваш; ця кіннота дійшовши до перших воріт з тієї сторони, взяла їх і впустила ціле військо. Тоді козаки взяли штурмом фортецю Перекоп (Ор), вирізали весь кримськотатарський гарнізон, знесли замок та спалили місто. Від Перекопу, військовим строєм козацьке військо підійшло до Кафи, яка була в облозі Запорожцями під проводом осавула Нечая від гір та моря; і провели генеральний приступ. За короткий час Кафа була взята, всі кримські татари знищені, тільки 500 взято в полон. Далі гетьман вирушив в похід на взяття Козлова, але біля р. Солгир його зустріли ханські посли, таким чином Крим був підкорений і з ханом укладений мир.
В 1608 р. запорожці, незважаючи на опір 1400 яничарів і гарматний вогонь, захоплюють ворожі гармати, пробивають укріплення і вриваються у Перекоп. В 1675 році кошовий отаман Іван Сірко писав в листі до кримського хана « …ми навзаєм, у більшій уже силі нашого війська і з кращим до війни прибором завітаємо у Кримську державу не через Сивашеву переправу, але через самий Перекоп, виломивши й відчинивши в ньому собі ворота, маємо-бо до того певний спосіб».

## Торгове значення
«Перекопська брама» мала велике значення у відношенні торгівлі. Через неї проходив головний сухопутний торговий шлях у Крим, що розгалужувався північніше на важливі купецькі дороги до України, Польщі та Росії. Сюди ж вів і легендарний Чумацький шлях. Перекопські ворота виконували функції митної служби. В'їзд у Крим чи зворотний виїзд відбувалися тільки за особливим дозволом. Перед воротами часто простоювали торгові каравани та посольські місії, чекаючи на пропуск. Поруч з валом виникали поселення, головними складовими яких були базари і заклади «сфери обслуговування» для численних подорожніх: лазні, караван-сараї тощо. Жителями таких селищ були, в основному, кримські татари-мусульмани і християни в особі греків та вірменів. До наших днів збереглися два населених пункти, що стали «послідовниками» описаних посадів: місто Армянськ (Армянський Базар) і невелике село Перекоп (розташовується зараз на окраїні колишнього, судячи з усього, найбільшого тутешнього посаду, а пізніше — повітового міста Перекоп). Головними товарами тут були раби та сіль. Саме через Перекопські ворота пройшли сотні тисяч (якщо не мільйони) бранців, захоплених кримськими татарами під час численних набігів на території нинішніх України, Польщі, Білорусі та Росії. Велика частина з них далі переправлялася до Кафи (Феодосії) — на один з найбільших невільничих ринків Європи. Також, буквально за декілька кілометрів на південний захід, з перекопських озер у великих кількостях добувалася сіль — одна з найкращих у Європі. За нею стікалися численні купецькі та чумацькі каравани.

## Про Перекоп
Евлія Челебі в своїй «Книзі подорожей» писав: «Фортеця ця, могутня,… з тесаного каменю будована, на висоту 23 аршин над землею підноситься. Периметр її, що міряється вздовж валів фортеці, три тисячі кроків має, а на її мурах знаходиться вісімсот зубців. Має вона вигляд п'ятикутника, а поруч з нею височіє двадцять високих чотирикутних веж.
З якої б сторони степу не їхав би, вежі замку … видно з відстані п'яти днів шляху. Верхи цих веж вкриті червоною, як рубіни, черепицею, але є декілька менших, дошками вкритих».''
 Боплан писав: «На перешийку цього півострова розташоване злиденне місто без мурів, оточене лише наполовину заповненим [водою] ровом завширшки 20, а завглибшки 6-7 стоп; його ж обнесено жалюгідним валом висотою у 6-7, а шириною — у якихось 15 стоп. Місто лежить за 300 кроків від східного берега; у ньому є кам'яний замок, замкнутий в інший замок, який його оточує. Відстань від цього міста до західного берега — прямує вздовж рову, який тягнеться до моря. У згаданому місті не може бути більш як 400 вогнищ . Татари називають його Ор [Or], а поляки — Перекоп [Perecop], тобто нашою мовою — „перекопана земля“. Ось чому географи називають цю частину Татарії Tartaria Perecopensis».